# Kukum Field
Koli Field (znane również jako Fighter 2 Airfield) jest byłym drugowojennym lotniskiem na Guadalcanalu na Wyspach Salomona

## Historia
Od początku kampanii na Guadalcanalu planowano, że teren będzie wykorzystany pod główną bazę lotniczą. W listopadzie 1942 r. 6th Naval Construction Battalion rozpoczął prace nad pasem lotniczym na Lunga Point. 6th Battalion został później zastąpiony przez First Marine Aviation Engineers, którzy ukończyli koralowy pas 1 stycznia 1943 roku. W czerwcu i lipcu 1943 r. 46. i 61. Bataliony zbudowały drugi, koralowy, długi na 1200 m pas startowy. 26 Batalion zbudował zbiorniki, mogące pomieścić 7 600 000 l paliwa lotniczego, 3 800 000 l benzyny samochodowej i 160 000 l oleju napędowego.
Jednostki USAAF stacjonujące na Kukum Field:
- 12th Fighter Squadron, 7 lutego 1943-19 lutego 1944 r.
- 68th Fighter Squadron, styczeń-grudzień 1943 r.
- 339th Fighter Squadron, 2 października 1942-1 grudnia 1943 r. i 29 grudnia 1943-15 stycznia 1944 r.

Jednostki USMC stacjonujące na Kukum Field:
- VMF-124, 12 lutego-wrzesień 1943 r.

Jednostki Royal New Zealand Air Force stacjonujące na Kukum Field:
- 1 Squadron, od października 1944 r.[3]
- 2 Squadron, sierpień-październik 1944 r.[3]
- 3 Squadron, lipiec-sierpień 1944 r.[3]
- 14 Squadron, 11 czerwca-25 lipca 1943 r.[4]
- 15 Squadron, 26 kwietnia-czerwiec 1943 r.[5] i wrzesień-październik 1943 r.[6]
- 16 Squadron, 26 lipca-wrzesień 1943 r.[7]
- 17 Squadron, wrzesień-20 października 1943 r.[6].

Po wojnie lotnisko było używane w celach cywilnych do 1969 roku, kiedy Henderson Field zostało zmodernizowane i ponownie otwarte jako port lotniczy Honiara. Lotnisko jest obecnie częścią Honiara Golf Course.